# Mona Fong
Mona Fong Yat Wah (chino tradicional: 方逸華; chino: 方逸华, pinyin: Fang Yi Hua, Shanghái, 1 de enero de 1934-Hong Kong, 22 de noviembre de 2017) fue una productora de cine, productora de televisión y cantante hongkonesa.
Su nombre verdadero era Li Meng Lan (李梦兰), y obtuvo la fama en los años 1950 como una de las cantantes de las compañías de música y salas de baile más famosas de Hong Kong y Singapur. Su fama se debió principalmente a su buena pronunciación cantando en inglés con una voz auténtica. Después fue vicepresidenta y gerente general de un estudio de grabación y de un canal de televisión, respectivamente, de Shaw Brothers Studio, y la cadena de televisión Broadcasts Limited (TVB). Además, fue la segunda esposa del magnate del cine y la televisión Sir Run Run Shaw.
Desde 1997 realizó más de un centenar de películas, la última de las cuales fue Drunken Monkey (2002). El 1 de enero de 2009 fue nombrada directora general de la cadena de televisión TVB.
Falleció en un Hospital de Hong Kong, el 22 de noviembre de 2017 a los 83 años.